# Cimitero Tichvin
Il cimitero Tichvin (in russo Тихвинское кладбище?, Tichvinskoe kladbišče) è uno dei cimiteri situati sul territorio del monastero di Aleksandr Nevskij a San Pietroburgo, Russia. Fondato nel 1823, nella cosiddetta necropoli dei Maestri dell'arte riposano molte eminenti personalità dell'arte e della cultura russa.

## Sepolture
Tra le personalità sepolte nel cimitero Tikhvin si trovano:
- Milij Alekseevič Balakirev (1836-1910), compositore
- Leonhard Euler (1707–1783), matematico
- Evgenij Abramovič Baratynskij (1800–1844), poeta
- Aleksandr Porfir'evič Borodin (1833–1887), compositore
- Pëtr Il'ič Čajkovskij (1840–1893), compositore
- Nikolaj Konstantinovič Čerkasov (1903–1966), attore
- Michail Ivanovič Glinka (1804–1857), compositore
- Nikolaj Ivanovič Gnedič (1784–1833), poeta e traduttore
- Aleksandr Sergeevič Dargomyžskij (1813–1869), compositore
- Anton Antonovič Del'vig (1798–1831), barone (il monumento è distrutto)
- Fëdor Dostoevskij (1821–1881), scrittore
- Fëdor Vasil'evič Dubasov (1845-1912), ammiraglio
- Nikolaj Michajlovič Karamzin (1766–1826), scrittore
- Vera Fëdorovna Komissarževskaja (1864–1910), attrice
- Ivan Nikolaevič Kramskoj (1837–1887), pittore
- Ivan Andreevič Krylov (1769–1844), scrittore
- Elisabeth Kulmann (1808-1825), poetessa
- Boris Michajlovič Kustodiev (1878–1927), pittore
- Cezar' Antonovič Kjui (1835–1918), compositore
- Modest Petrovič Musorgskij (1839–1881), compositore
- Jurij Fëdorovič Lisjanskij (1773–1837), ammiraglio
- Anatolij Konstantinovič Ljadov (1855–1914), compositore
- Aleksej Nikolaevič Olenin (1763–1843), direttore della Biblioteca pubblica imperiale
- Marius Petipa (1818–1910), ballerino e coreografo francese
- Pëtr Aleksandrovič Pletnëv (1792–1866), critico letterario
- Osip Afanas'evič Petrov (1807–1878), basso
- Luigi Premazzi (1814-1891), pittore
- Nikolaj Andreevič Rimskij-Korsakov (1844–1908), compositore
- Carlo Rossi (1775–1849), architetto
- Nikolaj Grigor'evič Rubinštejn (1835–1881), pianista, direttore e compositore
- Anton Grigorevič Rubinštejn (1829–1894), pianista, direttore e compositore
- Ivan Ivanovič Šiškin (1832-1898), pittore
- Anatolij Aleksandrovič Sobčak (1937–2000), primo sindaco di San Pietroburgo
- Mihail Mihajlovič Speranskij (1772–1839), statista
- Vladimir Vasil'evič Stasov (1824–1906), critico musicale e d'arte
- Fëdor Ignat'evič Stravinskij (1843–1902), cantante d'opera, padre del compositore Igor' Stravinskij
- Andrej Nikiforovič Voronichin (1759–1814), architetto
- Vasilij Andreevič Žukovskij (1783–1852), poeta

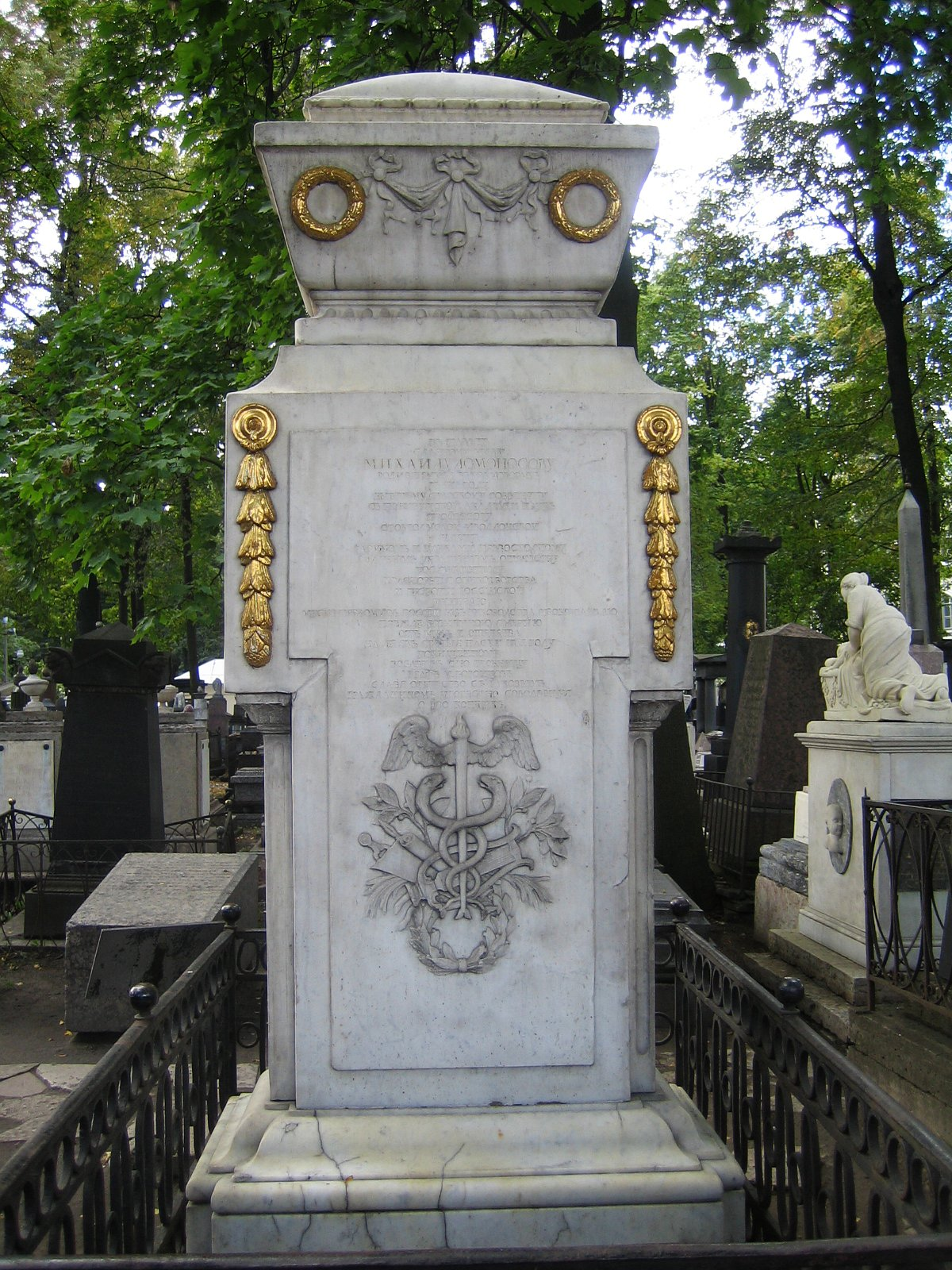
Tomba di Michail Vasil'evič Lomonosov.
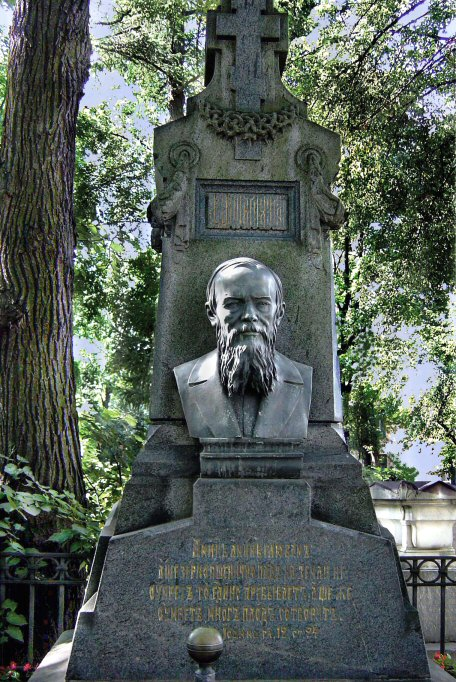
Tomba di Fëdor Dostoevskij.